# بوصير (خزر)
بوصير  أو ايبوزير جالي فان عند البيزنطيين و(اللغة اليونانية Ibousiros Gliabanos) وهو حاكم امبراطورية الخزر من أواخر القرن السابع وبدايات القرن الثامن.
وفي عام 695 حدث انقلاب عسكري على جستنيان وبسببه هرب إلى جوار القوط الذين في القرم. وقد قام القوط بتسليمه لحاكم القرم في تلك الفترة بوصير، وفي عام 704 قام بوصير بتزويج أخته من جستنيان. ووفقا للمؤرخ تيوفان المعرف فإن تيبيريوس الثالث إمبراطور البيزنطيين الجديد قد وضع أراد قتل جستنيان أو القبض عليه وتسليمه حيا مقابل مكافأة كبيرة.فانتهز بوصير تلك الفرصة وأرسل تعليمته إلى ممثل توتاراكان (مدينة) بموت جستنيان  إلا أن جستنيان بمساعدة زوجته أخت بوصير رجع إلى القسطنطينية، وبمساعدة ترفان هان حاكم البلجار استرد جستنيان حكمه مرة ثانية. وفي تلك الفترة سيطر على تاوريس خيرسون من أيدي الخزر في عام 710، مما أدى إلى نشوب الصراع بينهم من جديد.